# Người ở đừng về
"Người ở đừng về" là tên một bài hát tân nhạc theo làn điệu dân ca Quan họ Bắc Ninh do Xuân Tứ cải biên từ bài quan họ cổ "Chuông vàng gác cửa tam quan" và "Giã bạn". Bài hát nghe da diết, khẩn khoản như muốn níu kéo người nghe ở lại. Tình cảm của người hát với người nghe không chỉ thể hiện ở một câu hát, câu gọi mà thể hiện cả trong những câu dặn dò. Đến khi biết được rằng không thể níu kéo được, thì câu hát chuyển sang dặn người đi phải cận thận"sông sâu chớ lội, đò đầy chớ qua"và còn dặn với một câu khiêm nhường rằng, nếu gặp ai hơn thì kết còn ai bằng thì hãy đợi người hát. Trong mỗi đoạn hát đều có phần mở và kết chốt lại với câu "Người ơi! Người ở đừng về".

## Thông tin thêm
Bài hát được sử dụng khá nhiều trong các bộ phim có chủ đề về Quan họ, như phim Đến hẹn lại lên của đạo diễn Trần Vũ. Từ những thính giả bình dân đến nhà nghiên cứu âm nhạc cũng dễ lầm tưởng "Người ở đừng về" là một bài quan họ chính gốc, trong ấn bản “Dân ca Việt Nam” của tác giả nhạc sĩ, nhà giáo nhân dân Xuân Khải, do Nhà xuất bản Thanh Niên ấn hành tháng 9/2006 cũng có sự nhầm lẫn này.
Nhạc sĩ Trần Hoàn cũng đã sáng tác bài hát "Lời Bác dặn trước lúc đi xa" có nhắc đến bài dân ca quan họ này, còn nhạc sĩ Lê Minh Sơn cũng đã khai thác chất liệu dân ca trong bài này để sáng tác một bài hát mới "Người ở người về".
Câu "Rằng yêu em... người ơi... người ở, đến cao nguyên người ở... đừng về" có trong bài hát "Nghe câu quan họ trên cao nguyên" do Vũ Thiết sáng tác, phát triển từ thơ của Vũ Chỉnh. Trong chùm ca khúc viết về Chiến tranh Việt Nam, nhạc sĩ An Thuyên cũng đã sáng tác bài hát "Khi xe tăng qua miền quan họ": "Người ơi người ở... áo em ướt đầm rồi... mai lên biên giới... tình em lưu luyến...". Còn Nhất Sinh cũng đã gửi gắm tình cảm của mình qua câu hát "Chỉ mong gặp em người em gái, hát câu dân ca, người ở đừng về" trong bài Tơ hồng,...

## Lời bài thơ
Người ơi người ở đừng về
Người về em vẫn khóc thầm
Đôi bên vạt áo ướt đầm như mưa
Người ơi người ở đừng về
Người về em vẫn trông theo,
Trông nước nước chảy, trông bèo bèo trôi
Người ơi người ở đừng về
Người về em nhắn tái hồi
Yêu em xin chớ đứng ngồi với ai